# Sadhguru

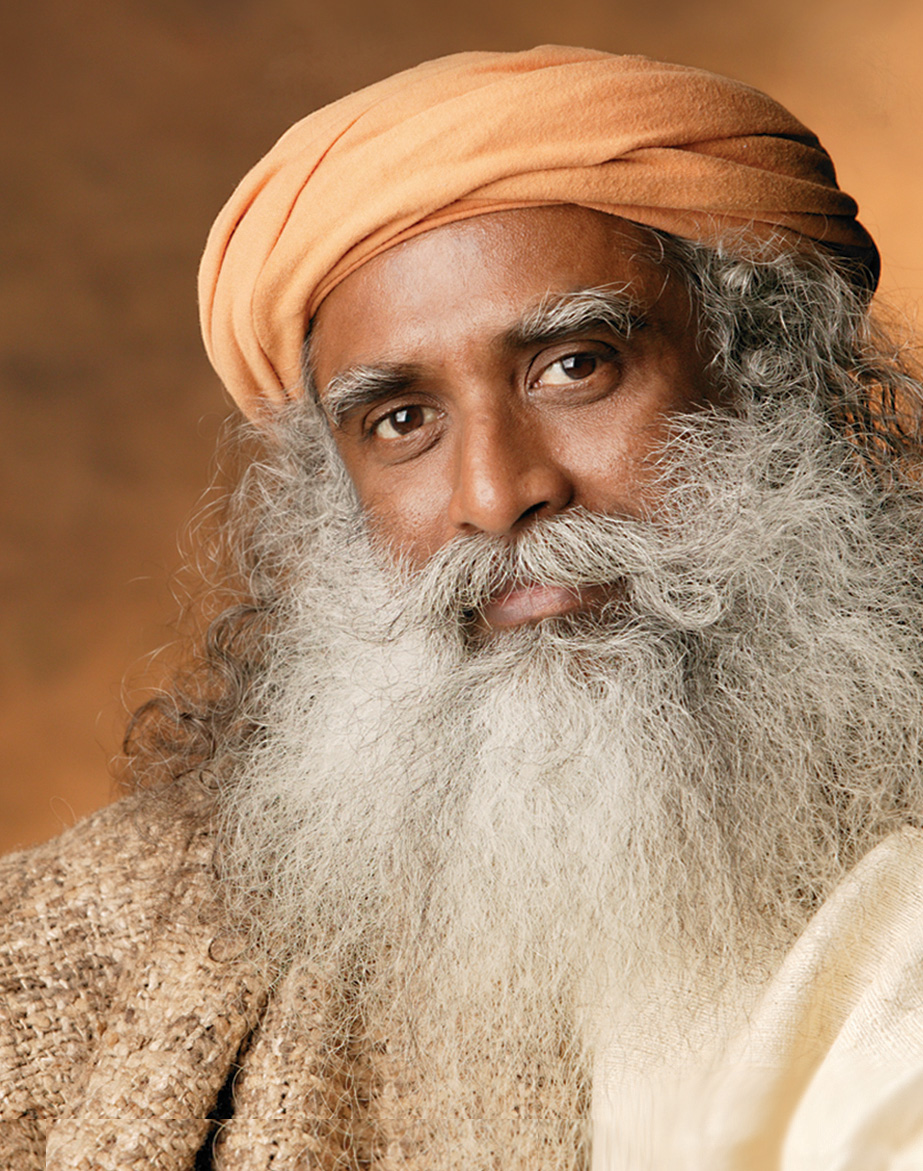
Sadhguru (2013)

Sadhguru (* 3. September 1957 als Jagadish „Jaggi“ Vasudev in Mysore, Karnataka, Indien) ist ein indischer Guru, Yogi und Bestsellerautor. Er gründete die Isha Foundation, eine Non-Profit-Organisation, die Yoga-Programme auf der ganzen Welt anbietet und an sozialen Initiativen, Bildungs- und Umweltinitiativen beteiligt ist.

## Werdegang
Sadhguru wuchs als jüngstes von fünf Kindern in einer Telugu-sprechenden Familie auf. Seine Mutter war Hausfrau. Sein Vater Augenarzt bei der staatlichen Indian Railways. Aufgrund der Tätigkeiten seines Vaters zog die Familie häufig um.
Sein erstes Unternehmen war eine Geflügelfarm in einem abgelegenen Teil von Mysore, die er mit geliehenem Geld errichtete. Im Zuge der Errichtung seiner Farm stieg er auch in das Baugeschäft mit einer Firma namens Buildaids ein.
Am 23. September 1982, im Alter von 25 Jahren, machte er laut eigenen Angaben eine spontane spirituelle Einheitserfahrung ("Suddenly, I did not know what was me and what was not me"). Dieses tiefgehende Erlebnis führte dazu, dass er sechs Wochen später seine geschäftlichen Unternehmungen aufgab, um sich auf eine ausgedehnte spirituelle Reise zu begeben. Nach einem Jahr intensiver Meditation und Reisen entschied er sich, Yoga zu lehren, um das, was er als seine innere Wahrheit erkannt hatte, mit anderen zu teilen.
Ab 1983 gab er in seiner Freizeit Yogakurse in Karnataka und Hyderabad, wobei er mit seinem Motorrad reiste und seinen Unterhalt aus den Erträgen seiner Hühnerfarm sicherte.
Sadhguru heiratete im Jahr 1984 seine Frau Vijikumari und im Jahr 1990 bekamen Vijikumari und Jaggi ihr einziges Kind, Radhe. Am 23. Januar 1997 verstarb Sadhguru's Ehefrau Vijikumari.
1992 gründete er die Isha Foundation in der Nähe von Coimbatore.
Im Jahr 2024 wurde Sadhguru einer Notoperation am Gehirn unterzogen, nachdem bei ihm ein erhöhter Hirndruck durch eine Flüssigkeitsansammlung festgestellt worden war. Laut Angaben der Isha Foundation setzte er auch nach der Diagnose zunächst seine öffentlichen Aktivitäten fort, darunter Meetings und Interviews, bevor er sich zwei Tage später dem medizinischen Eingriff unterzog. In einer Ansprache im Dezember 2024 erklärte er, er sei trotz der gesundheitlichen Herausforderungen wieder vollständig genesen.

## Isha Foundation
Die Isha Foundation ist eine gemeinnützige Organisation mit spiritueller Ausrichtung, die 1992 von Vasudev in der Nähe von Coimbatore in Südindien gegründet wurde. Die Organisation wird „fast vollständig“ von Freiwilligen getragen. Das Wort „Isha“ bedeutet „das formlose Göttliche“.

### Isha Yoga
Das 1994 von der Isha Foundation gegründete Yoga Center bietet Yoga-Programme unter dem Namen Isha Yoga an. Dieses Yoga-System kombiniert Körperhaltungen (Asanas) mit Gesang, Atmung (Prāṇāyāma) und Meditation. Es gehört keiner Linie (Paramparā) an und seine Praktizierenden glauben, dass es auf der Einsicht des Gründungsgurus beruht.
Wissenschaftliche Studien über die Auswirkungen dieser Kriya-Yoga-Übungen (Isha Kriya, Shambhavi Mahamudra Kriya) und Hatha Yoga (Upa-Yoga, Angamardana, Bhuta Shuddhi, Surya Kriya, Yogasanas) wurden bereits veröffentlicht.
Yogakurse für Führungskräfte von Unternehmen sollen „ein Empfindungsvermögen des Mitgefühls und der Inklusion“ in die Wirtschaft bringen. 1996 wurde ein Yogakurs für die indische Hockey-Nationalmannschaft durchgeführt. Die Isha Foundation begann 1997 mit der Durchführung von Yoga-Programmen in den Vereinigten Staaten und 1998 mit Yogakursen für lebenslänglich Inhaftierte in Gefängnissen in Tamil Nadu.

### Miracle of Mind
Im Jahr 2025 veröffentlichte die Isha Foundation anlässlich des MahaShivratri-Fests die Meditations-App Miracle of Mind, die dauerhaft kostenfrei zugänglich ist und sich der Förderung mentaler Gesundheit widmet. Die App erreichte innerhalb der ersten 15 Stunden über 1 Millionen Downloads.
Sadhguru bezeichnete die wachsende Belastung der psychischen Gesundheit als eine „mentale Pandemie“, die weltweit zunehme, insbesondere bei jungen Menschen. In einem Gespräch mit dem US-Gesundheitsbeauftragten Vivek Murthy sprach er über Studien und Beobachtungen, wonach bereits heute rund 50 % der Jugendlichen in den USA unter Einsamkeit leiden und mentale Probleme in alarmierender Weise zunehmen.

## Lehre
Sadhguru vertritt einen ganzheitlichen Ansatz zur persönlichen und spirituellen Entwicklung, der Elemente aus klassischem Yoga, Mystik und hinduistischer Philosophie vereint. Im Zentrum steht das Konzept der inneren Transformation – das Ziel, durch Meditation, Achtsamkeit und bewusste Lebensführung einen Zustand innerer Klarheit und Stabilität zu erreichen. Glück und Erfüllung seien nach seiner Auffassung keine Folge äußerer Umstände, sondern das Ergebnis eines bewusst gestalteten inneren Erlebens.
Er lehnt es ab, seine Ansätze als „Lehre“ im klassischen Sinne zu bezeichnen und vermeidet eine eindeutige Selbstdefinition. Spiritualität versteht er nicht als Glaubenssystem, sondern als individuellen Erfahrungsweg. Sadhguru betont, dass der Begriff „Hindu“ ursprünglich keine religiöse Bedeutung hatte, sondern eine kulturelle und geografische Identität beschrieb. Das Wort leite sich vom Fluss Sindhu (heute: Indus) ab und bezeichnete historisch Menschen, die in der Region jenseits dieses Flusses lebten. Die heutige Vorstellung von Hinduismus als organisierter Religion sei laut Sadhguru ein Produkt späterer Entwicklungen und externer Einflüsse, insbesondere durch koloniale Kategorisierung.
Er argumentiert, dass die spirituelle Kultur des indischen Subkontinents traditionell dezentral, vielfältig und erfahrungsorientiert war – ohne einheitliche Dogmen, verpflichtende Glaubenssätze oder zentrale Institutionen. Der sogenannte Hinduismus sei daher eher als eine „Art zu leben“ denn als Religion im westlichen Sinn zu verstehen. Verehrung sei optional, und selbst Atheismus oder unterschiedliche Formen der Gottesvorstellung würden unter dieser kulturellen Identität Platz finden.
Sadhguru gilt als einer der prominentesten zeitgenössischen spirituellen Lehrer Indiens. Mit seinen Interpretationen von aktuellen Themen, spirituellen Traditionen und Praktiken, sowie Gottheiten und Mythen erreicht er ein breites, modernes Publikum. Dabei äußert er gelegentlich Aussagen, die sich auf persönliche Einsichten stützen und nicht empirisch belegbar sind. Er fordert jedoch nicht dazu auf, diese zu glauben, sondern lädt dazu ein, sie als offene Möglichkeit zu betrachten. Sowohl blinder Glaube als auch vorschnelle Ablehnung, so Sadhguru, verschließen die Tür zu echter Erkenntnis.

## Öffentliche Auftritte, Publikationen und Medienpräsenz
Sadhguru hat durch seine breite Medienpräsenz globale Bekanntheit erlangt, die weit über den indischen Kontinent hinausgeht. Sein Einfluss erstreckt sich von sozialen Medien über Buchveröffentlichungen bis hin zu Auftritten auf internationalen Wirtschafts- und Klimakonferenzen.

### Publikationen und öffentliche Auftritte
Sadhguru ist Autor mehrerer Bücher, darunter Die Weisheit eines Yogi: Wie innere Veränderung wirklich möglich ist und Karma: Wie du dein eigenes Schicksal gestalten kannst; die beide Bestsellerliste der New York Times erschienen. Sadhguru ist außerdem der Autor von Mystic's Musings und Death: An Inside Story. In seinen Büchern teilt er seine Ansichten zu innerem Wachstum und spirituellen Themen. Neben seinen Veröffentlichungen tritt Sadhguru auf internationalen Foren auf, darunter dem Millennium-Weltfriedensgipfel der Vereinten Nationen, im britischen Oberhaus, beim St. Petersburg International Economic Forum 2018, dem Weltwirtschaftsforum 2007, 2017 und 2020 sowie verschiedenen UN-Klimakonferenzen.
Auch an Universitäten wie Harvard, Yale, Stanford, Wharton, MIT, Oxford und IMD Lausanne spricht er zu Themen wie Bewusstsein, gesellschaftliche Verantwortung und spirituelle Entwicklung.

### Präsenz in sozialen Medien und Popkultur
Sadhguru erreicht Millionen von Followern auf Plattformen wie YouTube, Instagram, X und Facebook. Dort veröffentlicht er regelmäßig Inhalte zu spirituellen Themen und Alltagsthemen und spricht dabei häufig in einem informellen, zugänglichen Stil, der auch jüngere Zielgruppen anspricht. Seine Vorträge finden oft im Stil eines Satsangs statt (einer traditionellen Versammlungsform östlicher spiritueller Traditionen), in denen er vor einem breiten Publikum in Monologform spricht. Zudem führt Sadhguru oft Gespräche mit prominenten Persönlichkeiten, wie z. B. dem US-amerikanischen Schauspieler Matthew McConaughey, dem ehemaligen Boxweltmeister Mike Tyson oder Starkoch Gordon Ramsay. Dabei thematisiert er grundlegende Lebensfragen, religiös-spirituelle und alltägliche Themen sowie die Verbindung zwischen Alltagsfragen und spirituellen Überlegungen. 

### Auftritte in Podcasts und wissenschaftlicher Dialog
Sadhguru war Gast in Podcasts, wie "The Joe Rogan Experience", "Impact Theory" von Tom Bilyeu oder Impaulsive von Logan Paul, wo er über Themen wie Spiritualität, gesellschaftliche Entwicklung und ökologische Fragen spricht.
Unter dem Titel Science & Spirituality führt er zudem Dialoge mit Wissenschaftlern, um Themen wie Bewusstsein, Neurologie, Kosmologie und Medizin aus wissenschaftlicher und spiritueller Sicht zu erörtern. Zu seinen Gesprächspartnern zählen Experten wie dem Neurowissenschaftler David Eagleman, dem Psychologen Steven Pinker oder dem Kosmologen Bernard Carr. Schwerpunkt der Gespräche ist eine Gegenüberstellung und Diskussion von Gemeinsamkeiten westlicher wissenschaftlicher Konzepte und östlichen Weisheitslehren.

## Umweltinitiativen

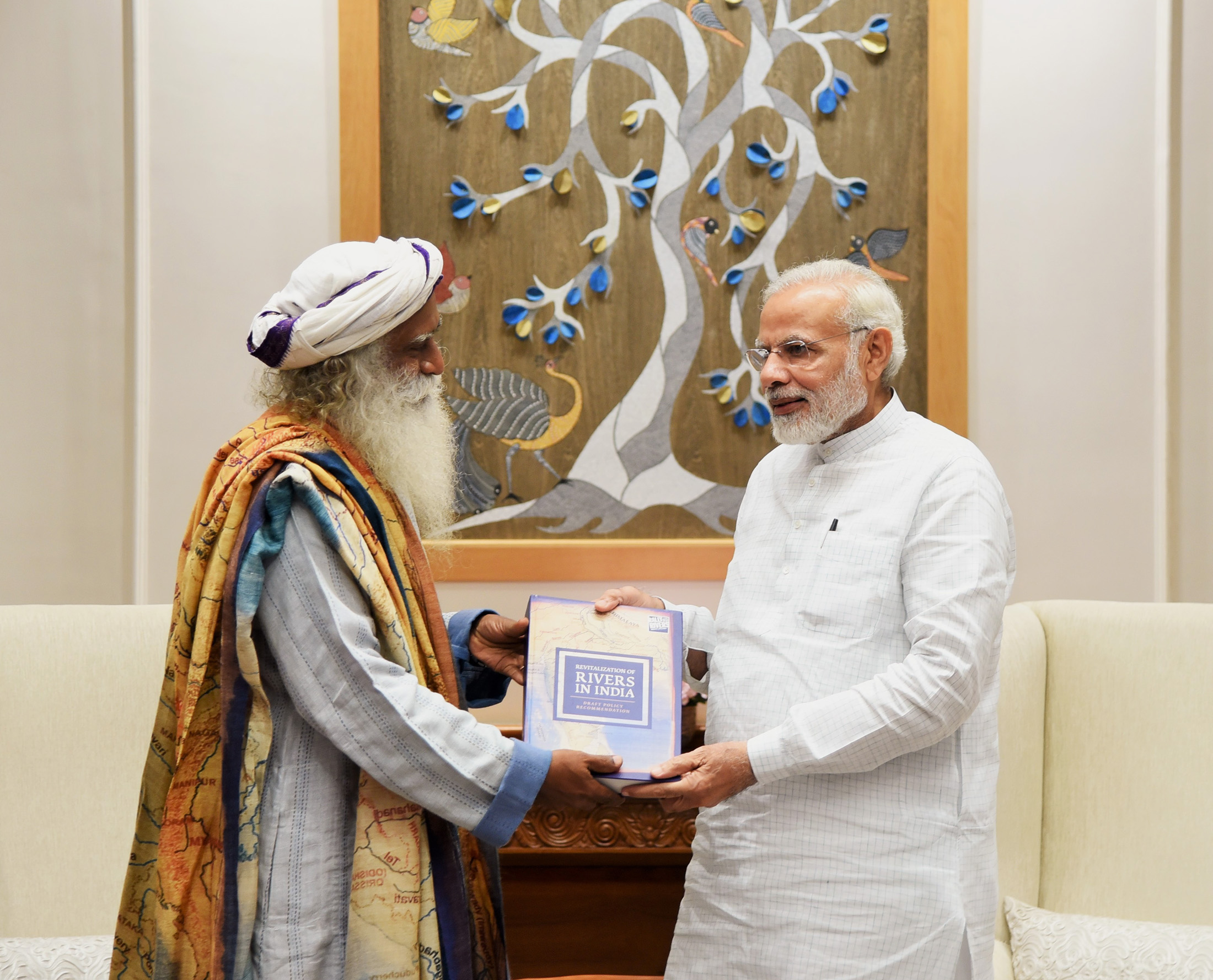
Sadhguru bei Premierminister Narendra Modi in Neu-Delhi, 3. Oktober 2017, im Rahmen der „Rally for Rivers“-Initiative

Neben der Durchführung von Yoga-Programmen leitet die Organisation auch mehrere soziale und ökologische Initiativen unter dem Namen Isha Outreach bzw. Conscious Planet. Ihre sozialen Initiativen wurden u. a. mit dem Rashtriya Khel Protsahan Puraskar (National Sports Promotion Award) ausgezeichnet. Die ökologische Initiative Project GreenHands erhielt im Jahr 2010 den Indira Gandhi Paryavaran Puraskar, den Umweltpreis der indischen Regierung.
Im Juli 2020 hat das Umweltprogramm der UN der Isha-Stiftung den Beobachterstatus bei der Umweltversammlung der Vereinten Nationen und ihren Unterorganisationen zuerkannt.
Zu den bekanntesten Umweltinitiativen der Stiftung gehören Project GreenHands, Rally for Rivers, Cauvery Calling und Save Soil. Project GreenHands wurde ins Leben gerufen, um durch Aufforstung den Herausforderungen von Boden- und Wasserknappheit in Tamil Nadu zu begegnen.
Im Jahr 2017 startete die Stiftung die Kampagne Rally for Rivers, die das Ziel verfolgt, breite öffentliche Unterstützung für den Schutz und die Wiederbelebung indischer Flusssysteme zu mobilisieren. Auf dieser Grundlage wurde 2019 das Projekt "Cauvery Calling" ins Leben gerufen, das sich speziell dem Einzugsgebiet des Kaveri-Flusses widmet. Im Rahmen dieser Initiative sollen entlang eines rund 1 km breiten Korridors entlang des Flusses Bäume gepflanzt werden, um Grundwasserreserven aufzufüllen und die Wasserversorgung langfristig zu sichern.

### Save Soil
Im Jahr 2022 initiierte Sadhguru die globale Kampagne Save Soil, um auf die fortschreitende Bodendegradation und die Bedeutung organischer Substanz in der Landwirtschaft aufmerksam zu machen. Im Rahmen der Aktion absolvierte er eine 100-tägige Motorradreise von London nach Indien, die über mehrere Länder hinweg mediale Aufmerksamkeit erzeugte.
Im Mai 2022 sprach Sadhguru auf der Konferenz der United Nations Convention to Combat Desertification (UNCCD) vor Vertretern aus 195 Ländern über die Ziele der Kampagne. Anlässlich des Weltumwelttags im selben Jahr nahm der indische Premierminister Narendra Modi gemeinsam mit ihm an einer Veranstaltung zur Förderung der Bodengesundheit teil.
Die Save Soil-Initiative war seit 2022 mehrfach auf UN-Klimakonferenzen vertreten, unter anderem im Jahr 2023 und 2024. In Vorträgen und Podiumsdiskussionen forderten Vertreter der Kampagne eine stärkere Berücksichtigung des Bodenschutzes in der internationalen Klimafinanzierung und -politik.

### Farmers Producers Organizations
Im Rahmen der Initiative Action for Rural Rejuvenation fördert die Organisation auch sogenannte Farmers Producers Organizations (FPOs). Dies soll Kleinbauern helfen, sich zu wirtschaftlich tragfähigen und eigenständig geführten Genossenschaften zusammenzuschließen. Ziel ist es, die Position kleiner landwirtschaftlicher Betriebe in der Wertschöpfungskette zu stärken, den Zugang zu Märkten zu erleichtern und bessere Preise für landwirtschaftliche Erzeugnisse zu erzielen.
Laut Angaben der Initiative wurden 2025 bereits über 1.000 Landwirte in Tamil Nadu und angrenzenden Regionen durch solche Programme organisiert und unterstützt. Das Projekt gilt als Teil einer umfassenderen Strategie zur Stärkung der ländlichen Wirtschaft und zur Förderung ökologisch verträglicher Landwirtschaftspraktiken. Mehrere der gegründeten Organisationen gewannen in den letzten Jahren Auszeichnungen auf nationaler und bundesstaatlicher Ebene für ihre Beiträge zur Landwirtschaft und ländlichen Entwicklung.

## Auszeichnungen und Ehrungen
Sadhguru erhielt 2017 den Padma Vibhushan, die zweithöchste zivile Auszeichnung Indiens, in Anerkennung seines Beitrags auf dem Gebiet der Spiritualität.
Im Jahr 2012 stand er auf Platz 92 der Liste der 100 einflussreichsten Menschen Indiens von The Indian Express. Er steht außerdem auf der von India Today veröffentlichten Liste der 50 einflussreichsten Menschen Indiens.
Im Jahr 2024 wurde Sadhguru von der Canada India Foundation als "Global Indian of the Year" ausgezeichnet, in Anerkennung an sein unermüdliches Engagement für spirituelles Wachstum und soziale Entwicklung.

## Kontroversen
Sadhguru äußert sich in seinen Reden, Interviews und Social-Media-Beiträgen regelmäßig zu politischen und gesellschaftlichen Themen, die in Indien oft intensiv debattiert werden. Seine Aussagen stützen sich dabei häufig auf traditionelle Konzepte aus dem Yoga und Ayurveda, was sowohl Zustimmung als auch Kritik hervorruft. Insbesondere säkulare Gruppen sowie Teile der Medienlandschaft werfen ihm vor, pseudowissenschaftliche Behauptungen aufzustellen. Kritisiert werden etwa seine Aussagen zur angeblich schnelleren Verderblichkeit und gesundheitlichen Schädlichkeit von Speisen während einer Mondfinsternis.
Kontroversen entstanden auch 2018, als Sadhguru im Zuge des innenpolitischen Diskurses ein pauschales Verbot von Quecksilber ablehnte und sich für dessen begrenzten Einsatz in überlieferten Praktiken des Ayurveda und der Siddha-Medizin aussprach.

### Politik
Auf politischer Ebene wird Sadhguru aufgrund seiner öffentlich sichtbaren Nähe zu Premierminister Narendra Modi von Kritikern mit der hindunationalistischen Regierungspartei Bharatiya Janata Party (BJP) in Verbindung gebracht. Obwohl er wiederholt seine politische Unabhängigkeit betont und keine Wahlempfehlungen ausspricht, werden seine Äußerungen bisweilen als BJP-nah interpretiert. In einem Interview von 2018 sprach er sich gegen Parteizugehörigkeit aus, weil Parteien sich stets zu Stämmen oder Sippen entwickeln würden. In einem Gespräch 2018 kritisierte Sadhguru bestimmte politische und mediale Strömungen in Indien, die sich als liberal verstehen, aber aus seiner Sicht intolerant gegenüber abweichenden Meinungen seien. Er bezeichnete solche Personen daher als Fanatiker.

### Umwelt
Sadhgurus Umweltinitiativen wurden in der Vergangenheit vereinzelt kritisch hinterfragt. Die gegen die Isha Foundation erhobenen Vorwürfe etwa im Zusammenhang mit der Missachtung von Gesetzen oder Veruntreuung von Spendengeldern konnten jedoch bisher nicht substanziell belegt werden. Im Gegenteil erhielt die Organisation mehrere Auszeichnungen und politische Unterstützung für ihr Engagement der verschiedenen Initiativen und positive Rückmeldungen aus Teilen der lokalen Bevölkerung.

### Isha Yoga Center
Ein weiterer kontrovers diskutierter Fall betraf den Vorwurf, zwei Nonnen würden im Yoga-Zentrum der Stiftung gegen ihren Willen festgehalten. Die betroffenen Schwestern erklärten jedoch sowohl 2016 als auch 2024 vor Gericht, dass ihr Aufenthalt freiwillig sei. Eine mehrtägige Polizeiinspektion im Jahr 2024 mit rund 200 Einsatzkräften ergab keine belastenden Hinweise. Der Vater der Frauen, der die Beschuldigungen erhoben hatte, erklärte später in einem Interview, dass er es als Pflicht der Töchter ansehe, sich im Alter um ihre Eltern zu kümmern. Das zuständige Gericht, das die umfangreiche Untersuchung veranlasst hatte, wurde im Nachgang vom Obersten Gerichtshof für das unverhältnismäßige Vorgehen kritisiert.
Im März 2025 erwirkte die Isha Foundation vor dem Delhi High Court die Entfernung eines mutmaßlich verleumderischen Online-Videos über vermeintliche Missstände im Isha Yoga Center. Das Gericht stellte fest, dass die Veröffentlichung falsche und rufschädigende Inhalte über die Organisation enthielt und verpflichtete den Urheber zur Löschung der Inhalte.

## Publikationen (Auswahl)
- Die Weisheit eines Yogi: Wie innere Veränderung wirklich möglich ist, O.W. Barth, München, 2017, ISBN 978-3426292815. (Originaltitel: Inner Engineering: A Yogi's Guide to Joy)
- Karma: Wie du dein eigenes Schicksal gestalten kannst, O.W. Barth, München, 2021, ISBN 978-3426293171. (Originaltitel: Karma: A Yogi's Guide to Crafting Your Destiny)
- Youth and Truth: Unplug with Sadhguru, HarperCollins India, 2022, Gurgaon, ISBN 978-9354895401.
- Eternal Echoes: A Book of Poems, Penguin Ananda, New Delhi, 2021, ISBN 978-0670096466.
- Death; An Inside Story: A Book For All Those Who Shall Die, Penguin Ananda, New Delhi, 2020, ISBN 9780143450832.
- Emotion & Relationships, Jaico Publishing House, Mumbai, 2018, ISBN 978-9386867506.
- Adiyogi: The Source of Yoga, HarperCollins India, 2017, Gurgaon, ISBN 978-9352643929.
- Mind is Your Business / Body the Greatest Gadget, Jaico Publishing House, Mumbai, 2015, ISBN 978-2141425447.
- Life and Death in One Breath, Jaico Publishing House, Mumbai, 2013, ISBN 978-8184954425.
- Of Mystics and Mistakes, Jaico Publishing House, Mumbai, 2012, ISBN 978-8184953084.
- Don't Polish Your Ignorance: It May Shine, Jaico Publishing House, Mumbai, 2011, ISBN 978-8184952001.
- Midnights with the Mystic: A Little Guide to Freedom and Bliss, Hampton Roads Publishing, Newburyport, 2008, ISBN 978-1571745613.
- Mystic’s Musings, Wisdom Tree Press, New York, 2003, ISBN 978-8186685594.
- Encounter the Enlightened: Conversations with the Master, Motilal Banarsidass Publications, Coimbatore, 2002, ISBN 978-8187910015.